# La Nación (Perú)
La Nación es un diario peruano fundado en Lima, en mayo de 1992. Surgió como un diario de información preferentemente política, de bajo costo y de estilo sensacionalista, en competencia con los llamados diarios chicha. Tras un paréntesis de suspensión, fue relanzado en 2006 con un nuevo estilo.

## Historia
Han existido varios periódicos en el Perú con el nombre de La Nación, que circularon tanto en Lima como en provincias. El primero de los más importantes fue La Nación, fundado en Lima en 1913 para servir de vocero al gobierno del presidente Guillermo Billinghurst. Finalizó, junto con dicho gobierno, a raíz del golpe de Estado del 4 de febrero de 1914.
Años después, en 1953, se fundó otro diario con el mismo nombre y el mismo fin de ser órgano gobiernista, en este caso del gobierno del general Manuel A. Odría. Se mantuvo en circulación hasta 1956, cuando finalizó dicho régimen.
En mayo de 1992, durante el gobierno del ingeniero Alberto Fujimori, se fundó en Lima otro diario de nombre La Nación, sin que tuviera alguna relación con los anteriores, y que subsiste hasta el presente.
Su director-fundador fue el experimentado periodista Guillermo Thorndike, creándose a la vez la Editora La Nación. Su agenda era predominantemente política, de tipo sensacionalista. Tuvo además como presidente de su directorio al abogado Ramón Ramírez Erazo. Thorndike trabajó solo tres meses en el diario, pero su nombre figuró durante cinco años sin su consentimiento, según lo ha contado él mismo.  Durante ese lustro, La Nación contó con otros directores, que la sometieron a cambios de fondo y de forma.
Diversos testimonios sostienen que el verdadero director del diario fue el ya mencionado Ramón Ramírez Erazo (que también habría sido director del semanario Confidencial), el cual fue acusado de difamar a diversas personalidades del mundo del espectáculo, juicios que nunca prosperaron, porque nunca se llegó a identificar a los responsables legales del diario, es decir, a los directores. Ramírez Erazo, que es abogado, siempre ha insistido en que no fue director, sino solo presidente del directorio de la empresa periodística.
La Nación fue parte de la explosión de periódicos llamados chicha, de bajo costo y estilo sensacionalista, destacando sus titulares procaces en primera plana. También recogía temas de interés popular como anuncios y avisos judiciales. Según se demostró tras la caída del fujimorato, este tipo de prensa fue controlada en parte por Vladimiro Montesinos, el asesor de Fujimori, orientándola para hacer una campaña de desprestigio a los opositores al gobierno.
Según un estudio de los egresados de ESAN, para 1994 La Nación tenía una venta promedio de 15 526 ejemplares diarios, lo que equivalía al 2.7% del total del universo de diarios. Pero no tardó en entrar en declive y una muestra de su precariedad económica fue que en febrero de 1997 ofertaba avisos a precios módicos, con un 50% de descuento. Después de ese año, no se tiene más información del periódico.
En 2006, tras un intervalo de suspensión, La Nación volvió nuevamente a salir, bajo una nueva razón social denominada Grupo La Nación S.A. En esta nueva etapa ha figurado como director Óscar Ramírez Romero, primo de Ramón Ramírez Erazo, aunque algunos medios como el diario Correo han afirmado que Ramón Ramírez sigue controlando al diario. Actualmente se menciona a Álex Ramírez como su director.